# Raïon d'Insar
Le raïon d'Insar (en russe : Инса́рский райо́н, en erzya : Инесаро буе, Inesaro buje, en moksha : Инзаронь аймак, Inzaroń ajmak) est un raïon de la république de Mordovie, en Russie.

## Géographie
D'une superficie de 968,6 km2, le raïon d'Insar est situé au sud de la république de Mordovie .
Le raïon d'Insar borde le raïon de Kovylkino à l'ouest, le raïon de Kadochkino au nord et le raïon de Rouzaïevo au nord-est, ainsi que l'oblast de Penza au sud.[1]
Le raïon d'Insar est le plus méridional de la république.
La bande méridionale du raïon se trouve dans une zone de steppe forestière, celle du nord sur les contreforts orientaux du plateau de la Volga.
Le relief plus au nord diminue considérablement, le milieu de la région où se trouve la ville d'Insar est le point culminant de la moitié ouest de la Mordovie.

## Économie
Le raïon d'Insar a une activité agricole et agroalimentaire.

## Démographie
La population du raïon d'Insar a évolué comme suit:
| 1970   | 1979   | 1989   | 2002   | 2005   |
| ------ | ------ | ------ | ------ | ------ |
| 41 242 | 35 097 | 29 373 | 15 909 | 15 183 |

| 2009   | 2011   | 2015   | 2020   | - |
| ------ | ------ | ------ | ------ | - |
| 14 004 | 14 001 | 13 065 | 11 531 | - |

## Galerie

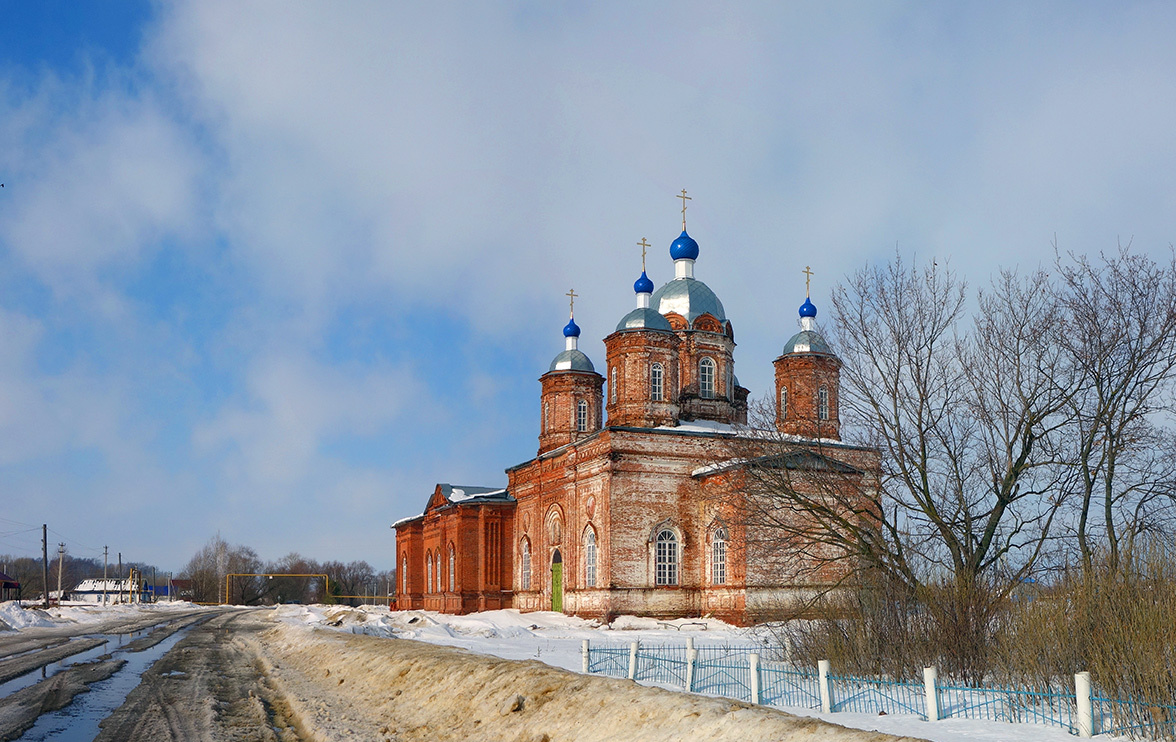
Église Saint-Nicolas dans le village de Sialeevskaya Pyatina
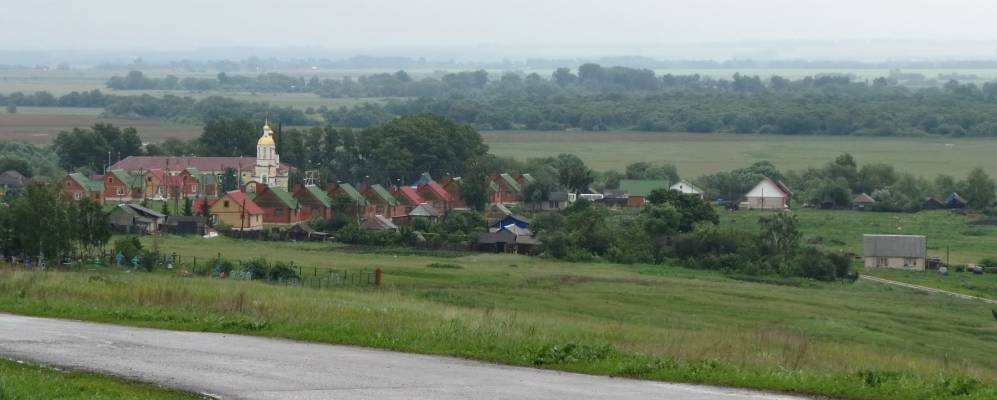
Vue du village de Kachaevo.